# David Pérez Sañudo
David Pérez Sañudo (Bilbao, Biscaia, 12 d'abril de 1987) és un guionista, director i productor de cinema basc.
Va estudiar Comunicació Audiovisual a Madrid i després va fer un Màster en Direcció Cinematogràfica a l'ESCAC - Escola Superior de Cinema i Audiovisuals de Catalunya. Des de principis del 2010, la seva carrera se centra principalment en la direcció, la producció i el guió de cinema, el teatre i la publicitat. El 2011 va dirigir el seu primer curtmetratge, Indirizzo, nominat al Festival de Cinema Fantàstic de Bilbao i al Festival de Cinema de Saragossa. El 2012 va fundar a Vitòria Amania Films amb Luis Espinosa, el seu soci i principal productor de la companyia. El seu curt Un coche cualquiera fou nominat al millor curt al Festival de Cine de Sant Joan d'Alacant.
El 2020 treballà a les sèries d'Euskal Telebista Si vienes repites i Alardea. El mateix any va debutar en el llargmetratge amb Ane, que ha estat nominat a cinc Premis Goya.

## Filmografia
- Indirizzo (curtmetratge, 2011)
- Agur (curtmetratge, 2013)
- Malas vibraciones (curtmetratge, 2014)
- Bocazas (curtmetratge, 2015)
- Tiempos muertos (curtmetratge, 2017)
- Aprieta pero raramente ahoga (curtmetratge, 2017)
- Un coche cualquiera (curtmetratge, 2019)
- Ane (2020)

## Premis i nominacions
| Premis       | Categoria                   | Nominada | Resultat |
| ------------ | --------------------------- | -------- | -------- |
| Premis Goya  | Millor pel·lícula           | Ane      | Pendent  |
| Premis Goya  | Millor director novell      | Ane      | Pendent  |
| Premis Goya  | Millor guió adaptat         | Ane      | Pendent  |
| Premis Feroz | Millor pel·lícula dramàtica | Ane      | Pendent  |
| Premis Feroz | Millor guió                 | Ane      | Pendent  |